# Tamalaht
Tamalaht (ou Tamelaht) est une commune de la wilaya de Tissemsilt en Algérie.